# Colonia Carlos Pellegrini
Colonia Carlos Pellegrini es una localidad y municipio argentino, ubicada en el departamento San Martín de la provincia de Corrientes, a 360 kilómetros de la ciudad de Corrientes.

## Historia
El área era propiedad del gobernador Juan Ramón Vidal, quien en 1919 dispuso que se destinara a la formación de una colonia.
El 29 de noviembre de 1923 la legislatura provincial sancionó la ley n.º 446 que dispuso la creación de la comisión de fomento del pueblo Carlos Pellegrini:

Créase la Comisión de Fomento del pueblo Carlos Pellegrini, situado en la Segunda Sección del Departamento San Martín dentro de los siguientes límites:
 Al Norte y Oeste, laguna Yvera;
Al Sur, río Miriñay y,
Al Este, Colonia Carlos Pellegrini, de acuerdo a la Ley Nº 270 sobre organización de Municipalidades.

El gobernador José Eudoro Robert promulgó la ley el 1 de diciembre de 1923.

## Clima
Tiene clima subtropical, con zona de tormentas convectivas, la temperatura media en verano es de 30 °C, y en invierno durante la noche pueden hacer hasta -2 °C, con algunas heladas, durante el día puede hacer calor. La media de lluvia es de entre 1100 y 1600 mm anuales.

## Ecología
Se encuentra dentro de la "Reserva Natural Provincial del Iberá" dentro de un humedal de 1.300.000 ha, en una península que ingresa en la laguna del Iberá de 5.500 ha. Tiene fauna muy diversa, entre las que se destacan yacares, carpinchos, ciervos de los pantanos y más de 350 especies de aves.

## Población
Cuenta con 890 habitantes (Indec, 2010), lo que representa un incremento del 30,3% frente a los 683 habitantes (Indec, 2001) del censo anterior.
| Gráfica de evolución demográfica de Colonia Carlos Pellegrini entre 1991 y 2010 |
|                                                                                 |
| Fuente: Censos nacionales del INDEC                                             |

## Cómo llegar
En vehículo: desde Posadas, Misiones  - Colonia Carlos Pellegrini (198 km) 
RN 9: Buenos Aires - Zárate
RN 12: Zárate - RN 14 - Entre Ríos
RN 14 - RN 119 - Mercedes
RP 40 Mercedes - Colonia Carlos Pellegrini *
- De Mercedes hasta Colonia Carlos Pellegrini hay 121 km de distancia, se debe tener en cuenta que hay 80 [km] de camino de ripio y arcilla,  los cuales hacen disminuir considerablemente la velocidad y dificultan su acceso en vehículos básicos particulares, por lo que es conveniente viajar en camionetas 4x4.  Debe tener presente que en este tramo ni dentro de la reserva hay estaciones de servicio por lo cual se debe cargar en Mercedes,  y a tener en cuenta que solo hay un cajero Banco de la provincia de Corrientes-Red Link.

Dentro de la colonia hay varios servicios de alojamiento, hoteles,  cabañas, posadas y los camping Iberá y Cambá Cuá. También cuenta con locales comerciales y venta de combustible. 
Las actividades para realizar dentro de la reserva son varias, destacándose los safaris en lancha, los safaris nocturnos,cabalgatas, Lacustre (lancha), avistaje de Aves y caminatas por los distintos senderos, Sendero los Montes, Sendero Cerrito, Sendero Carayá.